# 상용구
상용구(Boilerplate text)는 자주 사용하는 문장이나 수식, 명령어 등을 입력해 놓았다가 필요할 때에 간단한 키 입력으로 불러내어 쓰는 것을 말한다.
원본을 크게 변경하지 않고 새로운 컨텍스트나 응용 프로그램에서 재사용할 수 있는 서면 텍스트(복사본)이다. 이 용어는 진술, 계약 및 컴퓨터 코드에 대해 사용되며 언론에서 진부하거나 독창적이지 않은 글을 언급하는 데 사용된다.

## 같이 보기
- 템플릿 프로세서